# 15 juillet dans les chemins de fer
15 juin 15 août
Chronologies thématiques
- Croisades
- Sports
- Disney

Cette page concerne les événements qui se sont déroulés un 15 juillet dans les chemins de fer.

## Événements

### XIXesiècle
- 1846. Hongrie : la première ligne de chemin de fer du pays est ouverte entre Pest (partie orientale de l'actuelle Budapest) et Vác, soit une trentaine de kilomètres.
- 1897 Allemagne : inauguration du viaduc de Müngsten, en Rhénanie.

### XXesiècle
- 1900. France : inauguration du tramway d'Étaples à Paris-Plage.

### XXIesiècle
- x

## Anniversaires

### Naissances
- 1817. Royaume-Uni : John Fowler à Wadsley, Yorkshire du Sud.
- 1900. France : Georges Wodli, cheminot militant communiste, syndicaliste et résistant français († 1er avril 1943).

### Décès
- 1852. France : Nicolas Koechlin[1], à Mulhouse. Il a été un pionnier des chemins de fer dans l'Est de la France.